# Tvetenia boreomontana
Tvetenia boreomontana är en tvåvingeart som beskrevs av Makarchenko 2006. Tvetenia boreomontana ingår i släktet Tvetenia och familjen fjädermyggor. Inga underarter finns listade i Catalogue of Life.